# Chứng nhận xuất xứ mẫu A

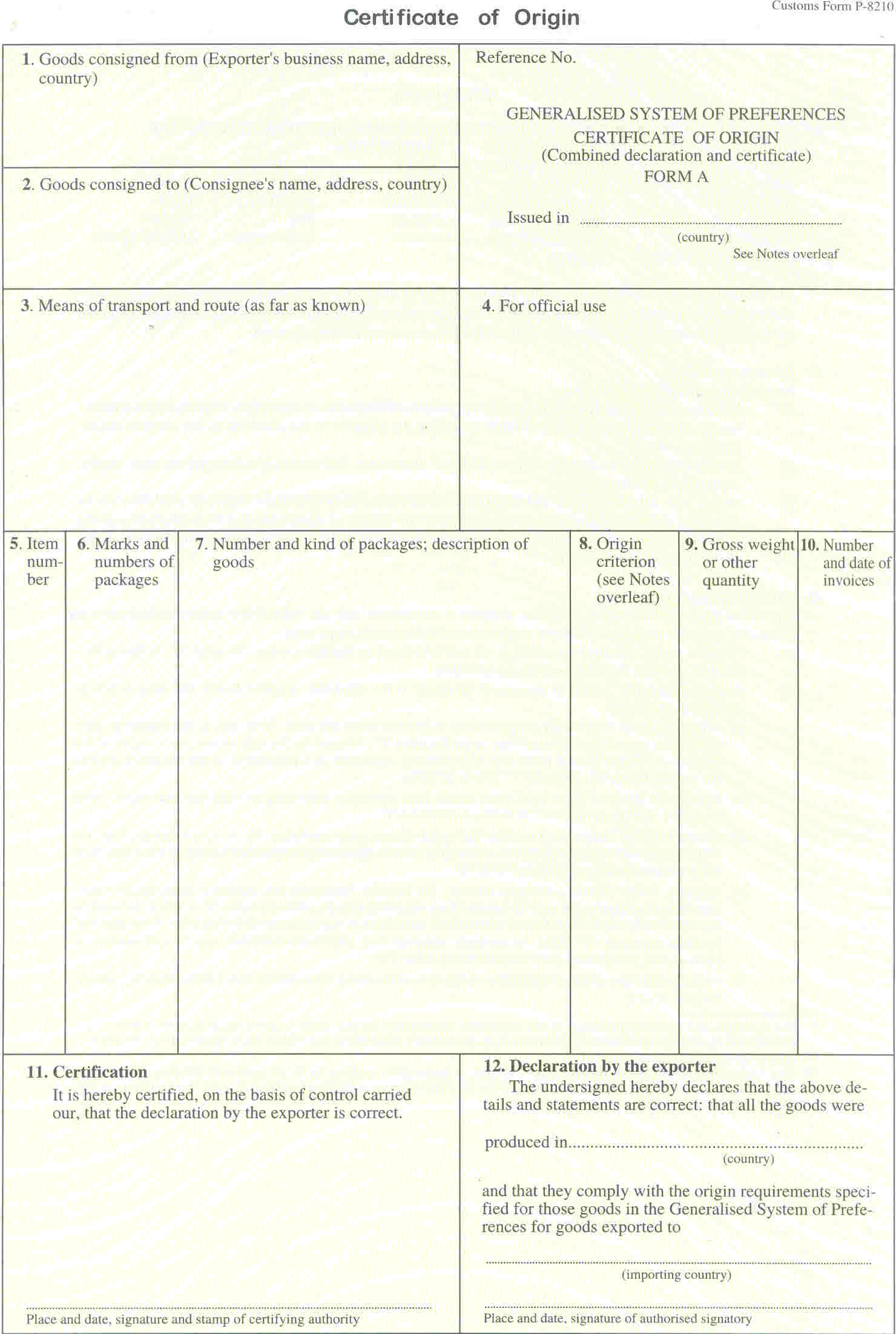
Mẫu chứng nhận xuất xứ mẫu A

Chứng nhận xuất xứ mẫu A, còn gọi tắt đối với những người làm công tác thanh toán quốc tế là CO form A hay GSP form A. Đây là một trong các chứng từ sử dụng trong thanh toán quốc tế với các nhà nhập khẩu của một số quốc gia khác, bên cạnh hóa đơn thương mại, hối phiếu, vận đơn và các chứng từ khác có liên quan (nếu có). Nó được một số quốc gia phát triển giàu có chấp nhận nhằm tính thuế ưu đãi cho hàng hóa có xuất xứ từ các quốc gia đang phát triển.

## Danh sách các quốc gia chấp nhận C/O form A
Dưới đây là danh sách các quốc gia chấp nhận C/O form A trong Hệ thống ưu đãi phổ cập (GSP).
| Số thứ tự | Quốc gia     | Số thứ tự | Quốc gia   |
| --------- | ------------ | --------- | ---------- |
| 1         | Áo           | 16        | Slovakia   |
| 2         | Canada       | 17        | Áo         |
| 3         | Nhật Bản     | 18        | Bỉ         |
| 4         | New Zealand  | 19        | Đan Mạch   |
| 5         | Na Uy        | 20        | Phần Lan   |
| 6         | Thụy Sĩ      | 21        | Pháp       |
| 7         | Mỹ           | 22        | Đức        |
| 8         | Belarusia    | 23        | Hy Lạp     |
| 9         | Bulgaria     | 24        | Ireland    |
| 10        | Cộng hòa Séc | 25        | Ý          |
| 11        | Hungary      | 26        | Luxembourg |
| 12        | Ba Lan       | 27        | Hà Lan     |
| 13        | Nga          | 28        | Bồ Đào Nha |
| 14        | Tây Ban Nha  | 29        | Thụy Điển  |
| 15        | Anh          | 30        | Thổ Nhĩ Kỳ |

## Mục đích
Mục đích của CO form A là để làm căn cứ giúp cho các cơ quan quản lý về thuế xác định được mức thuế suất thuế nhập khẩu (ưu đãi) cũng như trị giá tính thuế của các mặt hàng đã được cấp chứng nhận xuất xứ từ quốc gia phát hành ghi trên một chứng nhận xuất xứ mẫu A cụ thể, do các quốc gia nhập khẩu áp dụng các biểu thuế suất nhập khẩu khác nhau đối với cùng một mặt hàng nhưng có nguồn gốc xuất xứ khác nhau.

## Phát hành
Việc phát hành chứng nhận xuất xứ mẫu A do cơ quan có thẩm quyền thực hiện trên cơ sở khai báo của các nhà xuất khẩu và đơn xin cấp của họ. Các khai báo của nhà xuất khẩu phải cho thấy quốc gia nhập khẩu thuộc về danh sách nói trên, nếu không cần phải sử dụng chứng nhận xuất xứ mẫu khác. Thông thường, chứng nhận này do các Phòng thương mại và công nghiệp cấp với một lệ phí nhỏ.
Tại Việt Nam, hiện nay một số mặt hàng xuất khẩu vào thị trường của Liên minh châu Âu cần có thêm giấy phép xuất khẩu (Export License) nên chứng nhận xuất xứ mẫu A khi đó do các phòng giấy phép xuất nhập khẩu các khu vực cấp. 

### Các khai báo
- Mục 1: Tên và địa chỉ đầy đủ của nhà xuất khẩu
- Mục 2: Tên và địa chỉ đầy đủ của người được ủy thác nhận hàng hóa.
- Mục 3: Phương tiện vận tải và hành trình của lô hàng (càng chi tiết càng tốt), thông thường có dẫn chiếu tới vận đơn.
- Mục 4: Dành cho cơ quan cấp chứng nhận xuất xứ (có thể để trống hoặc đóng dấu RETROSPECTIVELY (cấp muộn) trong trường hợp chứng nhận xuất xứ được cấp sau ngày vận đơn một khoảng thời gian dài, thường là sau từ 1 -2 tuần.
- Mục 5: Số thứ tự của các mặt hàng xin cấp chứng nhận xuất xứ.
- Mục 6: Nhãn, mác vận chuyển và số lượng kiện hàng theo từng loại mặt hàng.
- Mục 7: Mô tả chung về hàng hóa, số lượng và chủng loại kiện hàng.
- Mục 8: Ghi tiêu chuẩn xuất xứ. Cụ thể như sau:
  - Nếu toàn bộ sản phẩm hàng hóa có 100% nguyên liệu đầu vào và được sản xuất tại một quốc gia duy nhất thì ghi chữ "P", riêng xuất vào Úc và New Zealand thì có thể để trống.
  - Nếu hàng hóa được gia công, chế biến và định hình cuối cùng từ một quốc gia, còn nguyên liệu đầu vào có nguồn gốc nhập khẩu thì:
    - Đối với nước nhập khẩu là Mỹ, ghi chữ "Y" nếu giao hàng trực tiếp từ nước xuất khẩu và ghi "Z" nếu việc giao hàng không trực tiếp (thông qua nước thứ ba), kèm theo là tỷ lệ phần trăm của tổng giá trị của nguyên phụ liệu nội địa và các chi phí về nhân công trên cơ sở giá giao hàng EXW. Ví dụ "Y" 35% hay "Z" 49%.
    - Nước nhập khẩu là Canada: Nếu hàng hóa được gia công hay chế biến từ các nước đang phát triển thì ghi "G", còn lại thì ghi "F".
    - Nước nhập khẩu là Nhật Bản, Na Uy, Thụy Sĩ và 15 nước thuộc Liên minh châu Âu trước khi mở rộng thêm 10 quốc gia mới: Ghi chữ "W" và sau đó là mã số của hàng hóa theo quy định trong Harmonized Commodity Description and coding System (HS code) ở mức 4 chữ số đầu tiên (mã đầy đủ là 8 số). Ví dụ "W"96.18 (có thể ghi là W-9618).
    - Nước nhập khẩu là Bulgari, Cộng hòa Séc, Hungary, Ba Lan, Nga, Slovakia: Ghi là "Y" cộng với số phần trăm giá trị của nguyên liệu nhập khẩu trên cơ sở giá FOB nếu hàng hóa được gia công chế biến một phần tại nước xuất khẩu (nguyên liệu chưa qua gia công chế biến được nhập khẩu một phần). ví dụ "Y"45%. Trong trường hợp hàng hóa được gia công chế biến qua nhiều công đoạn tại nhiều nước đang phát triển khác nhau thì ghi "Pk".
    - Nước nhập khẩu là Úc và New Zealand: Không cần ghi gì.
- Mục 9: Ghi trọng lượng tổng thể hay các loại đơn vị tính khác.
- Mục 10: Ghi ngày và số của hóa đơn bán hàng.
- Mục 11: Xác nhận của cơ quan cấp chứng nhận xuất xứ (ngày tháng năm cấp, chữ ký và dấu).
- Mục 12: Ghi nước xuất khẩu và nước nhập khẩu, ngày tháng năm xin cấp, chữ ký và dấu của nhà xuất khẩu.